# Медуна, Ласло
Ласло Медуна (родился 27 марта 1896 года, умер 31 октября 1964 года) — венгерский психиатр, невролог и нейробиолог, изобретатель метода камфорной и затем коразоловой судорожной терапии как метода лечения шизофрении и депрессий, предтечи современной электросудорожной терапии.

## Критика
Как сам Ласло Медуна, так и изобретённый им метод коразоловой судорожной терапии активно критиковались, в частности, Анри Барюком, полагавшим этот метод лечения жестоким и негуманным.